# Cladonia ceratophylla
Cladonia ceratophylla är en lavart som först beskrevs av Olof Swartz, och fick sitt nu gällande namn av Kurt Sprengel. Cladonia ceratophylla ingår i släktet Cladonia och familjen Cladoniaceae.   Inga underarter finns listade i Catalogue of Life.